# Football Club Gold Pride
O FC Gold Pride era um clube de futebol dos Estados Unidos localizado em Santa Clara, Califórnia. A equipe estreou na Liga de futebol feminino dos Estados Unidos em 2009.